# Třída Stockholm
Třída Stockholm (jinak též třída Spica III) je třída korvet švédského námořnictva. Plavidla slouží zejména pro hlídkování a ničení hladinových lodí. Celkem byly postaveny dvě jednotky této třídy. Ve službě jsou od roku 1985.

## Stavba
Obě dvě korvety této třídy postavila švédská loděnice Karlskronavarvet (nyní Kockums) v Karlskroně. Do služby byly přijaty roku 1985.
Jednotky třídy Stockholm:
| Jméno           | Založení kýlu   | Spuštěna        | Vstup do služby | Status  |
| --------------- | --------------- | --------------- | --------------- | ------- |
| Stockholm (K11) | 1. srpna 1982   | 22. srpna 1984  | 22. února 1985  | aktivní |
| Malmö (K12)     | 14. března 1983 | 22. března 1985 | 10. května 1985 | aktivní |

## Konstrukce

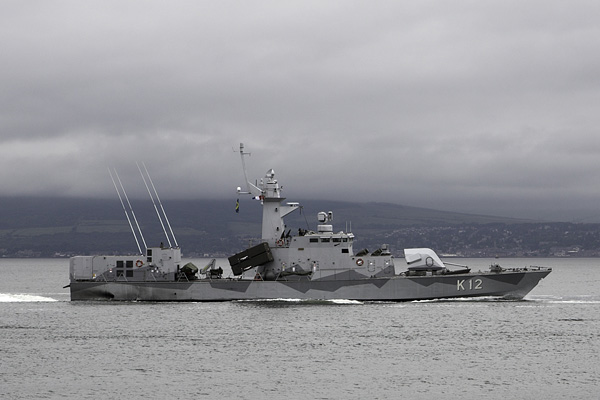
Malmö (K12)

V příďové dělové věži je umístěn jeden dvouúčelový 57mm kanón Bofors, přičemž druhý 40mm kanón Bofors je na zádi. Hlavní údernou výzbroj představuje až osm protilodních střel RBS-15 Mk.II s dosahem 70 km. Korvety dále nesou dva 533mm torpédomety a čtyři salvové vrhače hlubinným pum Saab ELMA. Pohonný systém koncepce CODAG tvoří dva diesely MTU 16V 396 TB93, každý o výkonu 1630 kW, a jedna plynová turbína Allison 570KF3 o výkonu 4740 kW. Nejvyšší rychlost dosahuje 32 uzlů.

### Modifikace
Při modernizaci provedené v letech 1999–2000 korvety dostaly nové senzory, motory, navigační systémy a prvky technologií stealth (viz nový tvar přední dělové věže).